# Метюенски договор
Метюенският договор (на английски: Methuen treaty; на португалски: Tratado de Methuen) е военен и търговски договор между Англия и Португалия, сключен на 27 декември 1703 г. Носи името на двамата английски дипломати, които го постигат – Джон Метюен и сина му Пол Метюен. Той е своеобразно продължение на англо-португалското сътрудничество, започнато с Уиндзорския договор от 1386 г.

## Военна част
Всъщност това название обобщава два отделни, но логично свързани договора. Първият от тях представлява военно споразумение между Англия, Обединените провинции на Нидерландия, Свещената римска империя и Португалия за участие във Войната за испанското наследство. Подписан е в Лисабон през 1702 г. Съгласно документа останалите страни гарантират на Португалия сухопътна и морска военна подкрепа, ако се открие фронт срещу Испания. Именно там трябва да започне офанзивата на ерцхерцог Карл – единият претендент за испанския престол. По този начин са формулирани военните цели на Великия съюз – накратко, предаване на цялото испанско наследство на австрийския кандидат.

## Търговска част
Тъй като Джон Метюен е личен приятел на португалския крал Педро ІІ, през септември 1703 г. той е назначен за посланик на кралица Ан в Лисабон. На 27 декември той и Мануел Телеш, маркиз д'Алегрете подписват търговски договор. С него се осигурява износ на португалско вино за Англия при мита не по-високи от тези за френските вина, докато за английските вълнени платове се гарантира широк пазар в Португалия. В действителност португалците получават статут на най-привилегирована нация в търговията с вино за Англия и плащат по 7 лири мито на тон, докато французите плащат по 55 лири за същото количество. Метюенският договор утвърждава Португалия като крупен производител на вино и гарантира нейния относителен просперитет през ХVІІІ в.